# Sarah Hadland
Sarah Hadland, née le 15 mai 1971 dans le Hertfordshire (Royaume-Uni), est une actrice anglaise.

## Biographie
Elle est principalement connue pour son rôle de Stevie Sutton dans la série télévisée comique nommée aux BAFTA de BBC One Miranda (2009-2015) et de Trish dans la sitcom The Job Lot (en) (2013-2015),,.